# 中華民國駐帛琉大使列表
本列表为中華民國驻帕劳历任大使名录。

## 歷任大使

### 中華民國驻帛琉大使（1999年至今）
1994年帕劳共和国独立后，中華民國與帛琉雙方於1999年12月29日建交，中華民國在2000年2月17日在帛琉前首府科羅爾設立大使館。
| 姓名   | 到任           | 離任           | 外交衔级 | 外交职务     | 備註 | 備註 |
| ------ | -------------- | -------------- | -------- | ------------ | ---- | ---- |
| 陈国璜 | 2000年5月      | 2006年12月16日 | 大使     | 特命全权大使 |      |      |
| 李世明 | 2006年12月17日 | 2008年8月1日   | 大使     | 特命全权大使 |      |      |
| 田台清 | 2008年8月12日  | 2015年1月      | 大使     | 特命全权大使 |      |      |
| 曾厚仁 | 2014年12月13日 | 2016年5月      | 大使     | 特命全权大使 |      |      |
| 曾永光 | 2016年7月30日  | 2018年3月      | 大使     | 特命全权大使 |      |      |
| 周民淦 | 2018年4月4日   | 2021年10月     | 大使     | 特命全权大使 |      |      |
| 黎倩儀 | 2021年10月     | 現任           | 大使     | 特命全权大使 |      |      |